# ATP Maceió
Das ATP-Turnier von Maceió (offiziell Maceió Open) war ein Herren-Tennisturnier, das in der Saison 1992 einmalig in Maceió, in Brasilien, ausgetragen wurde. 

## Geschichte
Gespielt wurde im Freien auf Sandplätzen, das Turnier fand Anfang Februar statt. Zwar konnte weder im Einzel noch im Doppel ein einheimischer Spieler das Turnier gewinnen, es erreichten im Doppelbewerb mit Ricardo Acioly und Mauro Menezes aber zwei Brasilianer das Finale. Das Turnier war Teil der ATP World Series, der Vorgängerserie der ATP Tour 250.

## Siegerliste

### Einzel
| Jahr | Sieger          | Finalgegner        | Finalergebnis |
| ---- | --------------- | ------------------ | ------------- |
| 1992 | Tomás Carbonell | Christian Miniussi | 7:6, 5:7, 6:2 |

### Doppel
| Jahr | Sieger                    | Finalgegner                  | Finalergebnis |
| ---- | ------------------------- | ---------------------------- | ------------- |
| 1992 | Gabriel Markus John Sobel | Ricardo Acioly Mauro Menezes | 6:4, 1:6, 7:5 |